# Эскадренные миноносцы типа «Муцуки»
Эскадренные миноносцы типа «Муцуки» (яп. 睦月型駆逐艦 Муцукигата кутикукан) — тип японских эскадренных миноносцев, по японской классификации 1-го класса. Развитие эсминцев типа «Камикадзе» и конструктивно близки к ним.

## Строительство
Заказаны по программе 1923 года. Построены в 1924—1927 годах на японских верфях. Первоначально несли номерные наименования: 19, 21, 23, 25, 27—34, получив в 1928 году персональные наименования. В японском флоте существовала практика, что нечётные номера носили эсминцы первого класса, а чётные — второго. Начиная с номера 27 от такого подразделения отказались и нумерация шла подряд. От закладки ещё 9 кораблей отказались.

### Корпус
Корпус, по сравнению с предшественниками, был удлинен и получил двояковыпуклый форштевень, с характерным двойным изломом, ставшим на годы особенностью японских кораблей. Также возросло и водоизмещение.

### Энергетическая установка
Энергетическая установка осталась прежней и состояла из двух турбин типа Parsons мощностью 38 500 л.с. Питание их паром обеспечивали 4 котла типа Kampon (18,3 кгс/см²; 300 °C; «Ро-Го», малая версия; нефть). Скорость равнялась 37,25 узлам; запас топлива 420/426 тонн; дальность плавания — 4000 миль на скорости 14 узлов.
На двух единицах были установлены опытные паровые турбины французского производства: типа Zoelly на № 30 («Нагацуки») и типа Rateau на № 23 («Яёи»). На испытаниях № 30 развил 36,3 узла при мощности 40 787 л.с. При полной мощности максимальная скорость составляла только 33,25 узла.

### Вооружение
Эсминцы типа «Муцуки» стали последними японскими кораблями своего класса, на которых торпедный аппарат располагался перед мостиком. Основным их отличием от предшественником стало применение трёхтрубных торпедных аппаратов калибра 610-мм, ранее на японские эсминцы не устанавливавшихся. Изначально корабли оснащались торпедами Тип 8, но позже они были заменены на более совершенные Тип 93, которые по своим тактико-техническим характеристикам превосходили вообще все существовавшие на тот момент иностранные аналоги. При весе боевой части 300 кг они могли пройти 18 км со скоростью 27 узлов или 10 км на скорости 37 узлов.
Артиллерийское вооружение по проекту состояло из 4 одиночных 120-мм орудий Тип 3 и 2 7,7-мм пулемётов.
Корабли были оснащены тральным оборудованием и рельсами для установки мин, которых могли принимать на борт до 16 штук.
Уцелевшие эсминцы в 1941—1942 годах были перевооружены. Состав артиллерийского вооружения составил 2 120-мм пушки и 10 25-мм зенитных орудий. В июне 1944 года количество зенитной артиллерии увеличено до 20 25-мм орудий и 5 13,2-мм пулемётов.

## История службы
Корабли этого типа приняли участие в войне против Китая. В состав сформированной Китайской эскадры вошел 30-й дивизион эсминцев («Муцуки», «Кисараги», «Яёи», «Удзуки»).

## Представители серии
| Название                                                 | Место постройки      | Заложен              | Спущен на воду       | Вступил в строй       | Судьба |
| -------------------------------------------------------- | -------------------- | -------------------- | -------------------- | --------------------- | --- |
| Муцуки (яп. 睦月 месяц дружбы(январь)) (№ 19)            | Сасебо, Япония       | 21 мая 1924 года     | 23 июля 1925 года    | 25 марта 1926 года    | 25 августа 1942 года у Соломоновых островов тяжело повреждён во время налёта бомбардировщиков B-17, добит сопровождающими кораблями |
| Кисараги (яп. 如月 месяц одежды(февраль)) (№ 21)         | Майдзуру, Япония     | 3 июня 1924 года     | 5 июня 1925 года     | 21 декабря 1925 года  | Потоплен американской береговой авиацией во время захвата Уэйка 11 декабря 1941 года                                                |
| Яей (яп. 彌生 месяц произрастания(март)) (№ 23)          | Урага, Япония        | 11 января 1924 года  | 11 июля 1925 года    | 28 августа 1926 года  | Потоплен американской авиацией у Новой Британии 11 сентября 1942 года                                                               |
| Удзуки (яп. 卯月 месяц унохана(апрель)) (№ 25)           | Исикавадзима, Япония | 11 января 1924 года  | 15 октября 1925 года | 14 сентября 1926 года | Потоплен американскими торпедными катерами у острова Себу 12 декабря 1944 года                                                      |
| Сацуки (яп. 皐月 месяц рисовых посевов(май)) (№ 27)      | Осака, Япония        | 1 декабря 1924 года  | 25 марта 1925 года   | 15 ноября 1925 года   | Потоплен американской палубной авиацией в Манильской бухте 21 сентября 1944 года                                                    |
| Минадзуки (яп. 水無月 безводный месяц(июнь)) (№ 28)      | Урага, Япония        | 24 марта 1924 года   | 25 марта 1926 года   | 22 марта 1927 года    | Торпедирован USS Harder в море Сулавеси 6 июня 1944 года                                                                            |
| Фумидзуки (яп. 文月 месяц написания поэзии(июль)) (№ 29) | Осака, Япония        | 20 октября 1924 года | 16 февраля 1926 года | 3 июля 1926 года      | Потоплен американской палубной авиацией в районе Трука 18 февраля 1944 года                                                         |
| Нагацуки (яп. 長月 месяц долгих ночей(сентябрь)) (№ 30)  | Исикавадзима, Япония | 16 апреля 1925 года  | 6 октября 1926 года  | 30 апреля 1927 года   | Сел на мель 6 июля 1943 года во время сражения в заливе Кула и позже уничтожен американской авиацией                                |
| Кикудзуки (яп. 菊月 месяц хризантем(сентябрь)) (№ 31)    | Майдзуру, Япония     | 15 июня 1925 года    | 15 мая 1926 года     | 20 ноября 1926 года   | Потоплен у острова Тулаги 5 мая 1942 года                                                                                           |
| Микадзуки (яп. 三日月 тонкий серп луны) (№ 32)           | Сасебо, Япония       | 21 августа 1925 года | 12 июля 1926 года    | 5 мая 1927 года       | 29 июля 1943 года сел на мель у мыса Глочестер и позже уничтожен в ходе налёта бомбардировщиков B-25                                |
| Мотидзуки (яп. 望月 полнолуние) (№ 33)                   | Урага, Япония        | 23 марта 1926 года   | 28 апреля 1927 года  | 31 октября 1927 года  | Потоплен американской авиацией у Соломоновых островов 24 октября 1943 года                                                          |
| Юдзуки (яп. 夕月 месяц на вечернем небосклоне) (№ 34)    | Осака, Япония        | 27 ноября 1926 года  | 4 марта 1926 года    | 25 июля 1927 года     | Потоплен американской авиацией у острова Себу 12 декабря 1944 года                                                                  |